# Glasers Annalen
Die Zeitschrift ZEVrail – Glasers Annalen befasst sich mit der technischen Entwicklung der Eisenbahn und des Verkehrs. Sie ist das Organ der Deutschen Maschinentechnischen Gesellschaft (DMG).
Die Zeitschrift wurde zum 1. Juli 1877 unter dem Titel „Annalen für Gewerbe und Bauwesen“ gegründet, Gründer und Herausgeber war Friedrich Carl Glaser. Ihr ursprünglicher Zweck lag in der Förderung „der damals sehr darniederliegenden Industrie“. Sie waren vom 1. März 1878 bis April 1912 Organ des Vereins für Eisenbahnkunde.
Im Jahre 1922, zwölf Jahre nach Glasers Tod, wurden die „Annalen“ unter dem Titel „Glasers Annalen, ZEV, Zeitschrift für Eisenbahnwesen und Verkehrstechnik“
weiterhin im Verlag F. C. Glaser herausgegeben. Mehrere Nachfahren und Verwandte Glasers gaben die Zeitschrift in den Folgejahren heraus. Sie wurden zunehmend zur maßgeblichen bahntechnischen Publikation. So findet hier beispielsweise die Normungs-Debatte der 1920er Jahre mit der Beilage Deutscher Normenausschuss/Fachnormenausschuss Lokomotive, den „Lona – Nachrichten“, ihren Nachhall.
„Glasers Annalen“ wurden im April 1943 mit dem „Organ für die Fortschritte des Eisenbahnwesens“ verschmolzen und stellten Ende 1944 kriegsbedingt das Erscheinen ein. Ab 1947 erschienen die „Annalen“ wieder. Sie bezeichnet sich dabei noch selbst als „Zeitschrift für Verkehrstechnik und Maschinenbau“. Ab 1951 sollten in stärkerem Maße auch bautechnische Probleme des Eisenbahnwesens behandelt werden. Auch wurde ein „fachwissenschaftlicher Beirat“ eingerichtet. Noch in den frühen 1950er Jahren widmete die Zeitschrift der Behebung der Kriegsschäden an Eisenbahnanlagen einen breiten Raum.
Zwischen 1972 und 2001 wurde die Zeitschrift unter dem Titel „Glasers Annalen – Zeitschrift für Eisenbahnwesen und Verkehrstechnik“ herausgegeben, heute heißt sie „ZEVrail – Zeitschrift für das gesamte System Bahn“.
Die gedruckte Auflage liegt heute bei 4000 Exemplaren.